# 猛龍怪客第五集
《猛龍怪客第五集》（英語：Death Wish V: The Face of Death）是一部1994年美國私刑動作驚悚片，1987年電影《猛龍怪客4》的續集、《猛龍怪客》系列電影的第五部作品，也是查理士·布朗遜最後一次出演本系列。布朗遜在片中飾演保羅·柯西（Paul Kersey），其新女友遭到暴徒危害其時尚生意，使他再次成為義警、伸張正義。
《猛龍怪客第五集》由艾倫·葛史坦編導，特利馬克影業發行，1994年1月14日在美國上映，口碑及票房表現皆不佳，可謂系列最差。

## 劇情
曾擔任義警的保羅·柯西被警方列管為證人保護計畫並化名保羅·史都華，重返紐約市，擔任建築學教授。在女友奧莉薇亞·瑞吉特管理的一場時裝秀中，其前夫兼黑幫湯米·歐謝在後台威脅，意圖奪回他們的女兒雀兒喜。當保羅發現奧莉薇亞手腕上有瘀傷時，保羅與湯米對峙，但一度被湯米的左右手奇基持槍威脅。事後，地方檢察官布萊恩·霍伊爾和紐約市警察局警探赫克托·巴斯克斯中尉拜訪了保羅，稱他們多年來一直試圖逮捕湯米，希望奧莉薇亞出庭作證。當晚，保羅在一家餐廳向奧莉薇亞求婚，但對方在廁所遭湯米的打手佛萊迪攻擊而毀容，並在離開前被保羅看見容貌。
在醫院，保羅被告知，即使奧莉薇亞接受重建手術，她的臉永遠無法恢復。此外，保羅還在醫院結識了米基·金中尉和搭檔賈妮絲·大森警探，他們正在處理奧謝的案件。在一次針對黑幫的竊聽任務失敗中，賈妮絲被佛萊迪用車撞死；事後，金中尉警告保羅不要重蹈覆轍，並表示他已處理此案長達16年，但保羅只對此表達失望。保羅懷疑霍伊爾的電話被竊聽，於是親自登門拜訪對方，傳達奧莉薇亞願意出庭作證。晚上，佛萊迪和奇基及其兄長薩爾假裝成派來保護奧莉薇亞的警察，保羅認出佛萊迪並指示奧莉薇亞逃跑，但暴徒們闖入公寓。佛萊迪最後開槍殺死了奧莉薇亞，但隨著警方的到來而放過了保羅。湯米被法庭證實與奧莉薇亞的死無關，並尋求女兒的監護權，於是在巴斯克斯的護送下到保羅家中帶走雀兒喜。臨走前，薩爾與奇基打昏了保羅。
保羅決定重返義警的身份，並得到霍伊爾的協助，霍伊爾得知他的部門已被湯米侵蝕。保羅利用偽裝成糖粉的氰化物毒死了奇基。然後跟到佛萊迪的家門前，用遙控足球炸死了對方。巴斯克斯其實是湯米的線人，他告知湯米，保羅就是傳聞中的私刑殺手，現在盯上了湯米。巴斯克斯透過竊聽，獨自到奧莉薇亞的公寓殺死保羅，但被保羅先行開槍所殺；霍伊爾知曉了這一切，決定默許保羅的行動，並不再與保羅見面。湯米讓薩爾去接雀兒喜當誘餌，並派出三名殺手——佛蘭基、米奇和安吉爾看守成衣工廠。保羅一進去，就用叉車當誘餌來欺騙三名暴徒，讓對方分散注意力，自己趁機射殺了法蘭基和米奇，安吉爾則投降。
安吉爾說出雀兒喜的下落後，保羅用保鮮膜把他包裹起來。同時，雀兒喜逃跑，薩爾和湯米追趕她，但湯米派薩爾去追保羅。在尋找保羅時，薩爾不小心射殺了安吉爾，並被保羅制伏。薩爾被保羅開槍射擊，最後跌進衣物粉碎機中被絞成碎片。保羅找到湯米，讓他求饒，但湯米打傷了到達的金中尉。保羅持槍將湯米逼到角落，並將他推入浸灰池中、最後因腐蝕的死。
金感謝保羅救了自己的命，保羅打算到外頭與雀兒喜重逢，並喊道：「嘿，中尉，如果你需要任何幫助，請打給我」。

## 演員
- 查理士·布朗遜飾演保羅·柯西（Paul Kersey）
- 李絲莉-安·唐（英语：Lesley-Anne Down）飾演奧莉薇亞·瑞吉特（Olivia Regent）
- 麥可·派克（英语：Michael Parks）飾演湯米·歐謝（Tommy O'Shea）
- 蘇爾·魯比內克（英语：Saul Rubinek）飾演地區檢察官布萊恩·霍伊爾（District Attorney Brian Hoyle）
- 肯·威爾許（英语：Kenneth Welsh）飾演米基·金中尉（Lieutenant Mickey King）
- 勞勃·喬伊（英语：Robert Joy）飾演佛萊迪·「佛萊克斯」·蓋瑞提（Freddie "Flakes" Garrity）
- 麗莎·伊努耶（Lisa Inouye）飾演賈妮絲·大森警探（Detective Janice Omori）
- 米格爾·山德瓦（英语：Miguel Sandoval）飾演赫克托·巴斯克斯中尉（Lieutenant Hector Vasquez）
- 艾莉卡·蘭卡斯特（Erica Lancaster）飾演雀兒喜·歐謝（Chelsea O'Shea）
- 查克·沙曼塔（英语：Chuck Shamata）飾演薩爾·帕科尼（Sal Paconi）
- 凱文·隆德（Kevin Lund）飾演奇基·帕科尼（Chicki Paconi）
- 克萊兒·藍欽（英语：Claire Rankin）飾演麥辛（Maxine）

## 外部連結
- 互联网电影数据库（IMDb）上《猛龍怪客第五集》的资料（英文）
- Box Office Mojo上《猛龍怪客第五集》的資料（英文）
- AllMovie上《猛龍怪客第五集》的资料（英文）